# キャンドラー郡 (ジョージア州)
キャンドラー郡（キャンドラーぐん、英: Candler County）は、アメリカ合衆国ジョージア州の東部に位置する郡である。2010年国勢調査での人口は10,998人であり、2000年の9,577人から14.8%増加した。郡庁所在地はメッター市（人口4,130人）であり、同郡で人口最大の都市でもある。

## 歴史
1914年7月14日、キャンドラー郡を創設するための憲法修正案が提案され、同年11月3日に批准されてキャンドラー郡が成立した。郡名はアレン・D・キャンドラーに因んで名付けられた。キャンドラーは植民地時代から、アメリカ独立戦争、アメリカ連合国の時代を通じた30巻近い歴史記録を集めて編集しており、その情熱と勤勉さが評価された。

## 地理
アメリカ合衆国国勢調査局に拠れば、郡域全面積は248.81平方マイル (644.4 km2)であり、このうち陸地246.88平方マイル (639.4 km2)、水域は1.94平方マイル (5.0 km2)で水域率は0.78%である。

### 主要高規格道路

#### 州間高速道路
- 州間高速道路16号線

#### ジョージア州道
- ジョージア州道23号線
- ジョージア州道46号線
- ジョージア州道57号線
- ジョージア州道121号線（ウッドペッカー・トレイル）
- ジョージア州道129号線
- ジョージア州道404号線

### 隣接する郡
- ブロック郡 - 東
- エバンス郡 - 南東
- タットノール郡 - 南
- エマニュエル郡 - 北西

## 人口動態
以下は2000年の国勢調査による人口統計データである。
| 基礎データ - 人口: 9,577人 - 世帯数: 3,375 世帯 - 家族数: 2,426 家族 - 人口密度: 15人/km2（39人/mi2） - 住居数: 3,893軒 - 住居密度: 6軒/km2（16軒/mi2） 人種別人口構成 - 白人: 65.45% - アフリカン・アメリカン: 27.08% - ネイティブ・アメリカン: 0.19% - アジア人: 0.28% - 太平洋諸島系: 0.03% - その他の人種: 6.16% - 混血: 0.81% - ヒスパニック・ラテン系: 9.21% | 年齢別人口構成 - 18歳未満: 26.8% - 18-24歳: 9.4% - 25-44歳: 26.1% - 45-64歳: 22.5% - 65歳以上: 15.2% - 年齢の中央値: 36歳 - 性比（女性100人あたり男性の人口） - 総人口: 100.6 - 18歳以上: 96.4 世帯と家族（対世帯数） - 18歳未満の子供がいる: 33.7% - 結婚・同居している夫婦: 52.8% - 未婚・離婚・死別女性が世帯主: 14.3% - 非家族世帯: 28.1% - 単身世帯: 23.9% - 65歳以上の老人1人暮らし: 11.4% - 平均構成人数 - 世帯: 2.72人 - 家族: 3.17人 | 収入と家計 - 収入の中央値 - 世帯: 25,022米ドル - 家族: 30,705米ドル - 性別 - 男性: 24,482米ドル - 女性: 18,750米ドル - 人口1人あたり収入: 12,958米ドル - 貧困線以下 - 対人口: 26.1% - 対家族数: 21.4% - 18歳未満: 36.9% - 65歳以上: 22.0% |

## 都市と町
- メッター - 郡庁所在地
- プラスキ